# Vriesea delicatula
Vriesea delicatula är en gräsväxtart som beskrevs av Lyman Bradford Smith. Vriesea delicatula ingår i släktet Vriesea och familjen Bromeliaceae. Inga underarter finns listade i Catalogue of Life.